# Wicimiczki
Wicimiczki [vit͡ɕiˈmit͡ʂki] (tiếng Đức: Neu Witzmitz) là một ngôi làng thuộc khu hành chính của Gmina Płoty, thuộc quận Gryfice, West Pomeranian Voivodeship, ở phía tây bắc Ba Lan. Nó nằm khoảng 10 kilômét (6 mi) phía đông bắc Płoty, 14 km (9 mi) về phía đông nam Gryfice và 73 km (45 mi) về phía đông bắc của thủ đô khu vực Szczecin.
Trước năm 1945, khu vực này là một phần của Đức. Đối với lịch sử của khu vực, xem Lịch sử của Pomerania.